# Con O'Kelly
George Cornelius "Con" O'Kelly, Sr. (Dunmanway, Cork, 29 d'octubre de 1886 - Kingston upon Hull, 3 de novembre de 1947) va ser un lluitador irlandès que va competir durant els primers anys del segle xx.
El 1908 va disputar els Jocs Olímpics de Londres, on guanyà la medalla d'or de la categoria del pes pesant de lluita lliure, en guanyar la final contra Jacob Gundersen.